# Madaba
Madaba är en stad i Jordanien, söder om berget Nebo. Staden är känd för sina mosaiker.
Madaba skall ursprungligen ha tillhört stammen Ruben men erövrades på 800-talet f. Kr. av Moabs kung Mesa, återvanns av Mackabéerna och blev senare en tid en kristen stad och biskopssäte. 

## Mosaikkartan i Madaba
På S:t Georgeskyrkans golv upptäcktes 1896 en mosaikkarta som visar Syria Palaestina, från Sidon i Libanon till Alexandria i Egypten. Kartan skapades någon gång mellan 542 och 570 e.Kr., och är därmed den äldsta bevarade kartan av det heliga landet. Ursprungligen var kartan ca 15 x 6 meter stor, men delar av den är idag förstörda.